# Mediatranslations
Медијатранслејшонс (изворно Mediatranslations) хрватска је локализацијска компанија која се бави синхронизацијом и титловањем телевизијског садржаја.